# Crystal Robinson
Crystal LaTresa Robinson (Atoka, 22 gennaio 1974) è un'ex cestista e allenatrice di pallacanestro statunitense, professionista nella ABL e nella WNBA.

## Carriera
È stata selezionata dalle New York Liberty al primo giro del Draft WNBA 1999 (6ª scelta assoluta).

## Palmarès
- ABL Rookie of the Year (1997)
- All-ABL Second Team (1997)
- Migliore tiratrice di liberi WNBA (2004)